# Boaz Davidson
Boaz Davidson (Tel Aviv, 8 novembre 1943) è un produttore cinematografico, regista e sceneggiatore israeliano.

## Filmografia

### Regista
- Lool (1969) Serie TV
- Hetzi Hetzi (1971)
- Shablul (1971) Documentario
- Azit Hakalba Hatzanhanit (1972)
- Charlie Ve'hetzi (1974)
- Hagiga B'Snuker (1975)
- The Girls Who'll Do Anything (1976)
- Mishpahat Tzan'ani (1976)
- Lupo B'New York (1976)
- Pop Lemon (Eskimo Limon) (1978)
- Porky's Academy (Yotzim Kavua) (1979)
- Seed of Innocence (1980)
- Quella folle estate (Shifshuf Naim) (1981)
- Hospital Massacre (1981)
- L'ultima vergine americana (The Last American Virgin) (1982)
- Reclute e seduttori (Sapiches) (1983)
- Alex Holeh Ahavah (1986)
- 5 bambole per 2 matti (Dutch Treat) (1987)
- Going Bananas (1987)
- Salsa (1988)
- Lool (1988)
- Ochlim Lokshim (1990)
- Il guerriero d'acciaio (American Cyborg: Steel Warrior) (1993)
- Blood Run (1994) Film TV
- Lunar Cop - Poliziotto dello spazio (Lunarcop) (1995)
- Looking for Lola (1997) Non accreditato

### Sceneggiatura
- Hetzi Hetzi (1971)
- Shablul (1971) Documentario
- Azit Hakalba Hatzanhanit (1972)
- Lupo B'New York (1976)
- Pop Lemon (Eskimo Limon) (1978)
- Porky's Academy (Yotzim Kavua) (1979)
- Seed of Innocence (1980)
- Quella folle estate (Shifshuf Naim) (1981)
- Yisraelim Matzhikim (1981)
- Hospital Massacre (1981)
- L'ultima vergine americana (The Last American Virgin) (1982)
- Reclute e seduttori (Sapiches) (1983)
- Sababa (1983)
- La gang dei seduttori colpisce ancora (Roman Za'ir) (1984)
- Vacanze calde (Hot Resort) (1985)
- Alex Holeh Ahavah (1986)
- Salsa (Salsa) (1988)
- Delta Force 3 - Missione nel deserto (Delta Force 3: The Killing Game) (1991)
- American Cyborg: Steel Warrior (1993)
- Blood Run (1994) Film TV
- Assedio alieno (Orion's Key) (1996)
- Looking for Lola (1997) Non accreditato
- Spiders (Spiders) (2000)
- Crocodile (2000) Uscito in home video
- Octopus - La piovra (Octopus) (2000) Uscito in home video
- Spiders II: Breeding Ground (2001)
- U.S. Seals II (2001) Uscito in home video
- The River of Fear - Il fiume della paura (Octopus 2: River of Fear) (2001)
- Panic (2002)
- Crocodile 2 (Crocodile 2: Death Swamp) (2002)
- Derailed - Punto d'impatto (Derailed) (2002)
- Rats (Rats) (2003)
- Disaster (2003)
- Cacciatore di alieni (Alien Hunter) (2003)
- Creature (Alien Lockdown) (2004) Film TV
- Air Strike (2004) Uscito in home video
- Metamorphosis (Larva) (2005) Film TV
- MosquitoMan - Una nuova razza di predatori (Mansquito) (2005) Film TV
- Snakeman - Il predatore (The Snake King) (2005) Film TV
- SharkMan - Una nuova razza di predatori (Hammerhead) (2005) Film TV
- Undisputed II: Last Man Standing (2006)
- Black Hole - Il buco nero (The Black Hole) (2006) Film TV
- Zombies - La vendetta degli innocenti (Wicked Little Things) (2006)
- Gryphon (2007) Film TV
- Mega Snake (2007) Film TV
- Ninja (2009)
- Bunraku (2010)
- Ninja: Shadow of a Tear (2013)

### Attore
- Yisraelim Matzhikim (1981)
- Ochlim Lokshim (1990)

### Produttore
- Ochlim Lokshim (1990)
- Delta Force 3 - Missione nel deserto (Delta Force 3: The Killing Game) (1991)
- Lelakek Tatut (1992)
- Tipat Mazal (1994)
- Giustizia spietata (Hard Justice) (1995) Uscito in home video
- Looking for Lola (1997)
- Il Profumo di un Giorno d'estate (Shadrach) (1998)
- Some Girl (1998)
- Il ponte del dragone (Bridge of Dragons) (1999)
- Il mistero del quarto piano (1999)
- Cold Harvest (1999) Uscito in home video
- Spiders (Spiders) (2000)
- Crocodile (2000) Uscito in home video
- Forever Lulu (2000)
- Octopus - La piovra (Octopus) (2000) Uscito in home video
- For the Cause, regia di David Douglas e Tim Douglas (2000)
- Nobody's Baby (2001)
- Gioco di potere (Cold Heart) (2001)
- Spiders II: Breeding Ground (2001)
- U.S. Seals II (2001) Uscito in home video
- The River of Fear - Il fiume della paura (Octopus 2: River of Fear) (2001)
- Crocodile 2 (Crocodile 2: Death Swamp) (2002)
- Derailed - Punto d'impatto (Derailed) (2002)
- Shark Attack 3: Emergenza squali (Shark Attack 3: Megalodon) (2002) Uscito in home video
- Submarines (2003) Uscito in home video
- Marines (2003) Uscito in home video
- Rats (Rats) (2003)
- Disaster (2003)
- Special Forces (2003) Uscito in home video
- Cacciatore di alieni (Alien Hunter) (2003)
- Air Marshal (2003)
- Shark Zone (Shark Zone) (2003) Uscito in home video
- Creature (Alien Lockdown) (2004) Film TV
- Air Strike (2004) Uscito in home video
- Nine Lives (Unstoppable) (2004)
- Metamorphosis (Larva) (2005) Film TV
- MosquitoMan - Una nuova razza di predatori (Mansquito) (2005) Film TV
- Edison City (Edison City) (2005)
- Snakeman - Il predatore (The Snake King) (2005) Film TV
- SharkMan - Una nuova razza di predatori (Hammerhead) (2005) Film TV
- Crazy in Love (Mozart and the Whale) (2005)
- Undisputed II: Last Man Standing (2006)
- Lonely Hearts (Lonely Hearts) (2006)
- Black Hole - Il buco nero (The Black Hole) (2006) Film TV
- Il prescelto (The Wicker Man) (2006)
- Zombies - La vendetta degli innocenti (Wicked Little Things) (2006)
- Mega Snake (2007) Film TV
- Day of the Dead (2008)
- Train (2008)
- Major Movie Star (2008)
- Ninja (2009)
- Conan the Barbarian (Conan the Barbarian) (2011)
- Ninja: Shadow of a Tear (2013)
- Hercules - La leggenda ha inizio (The Legend of Hercules) (2014)
- Survivor, regia di James McTeigue (2015)
- Criminal, regia di Ariel Vromen (2016)
- Mechanic: Resurrection, regia di Dennis Gansel (2016)

#### Co-Produttore
- Il tocco del diavolo (Wild Side) (1995)
- Plato's Run (1997) Uscito in home video
- Scelte pericolose (The Maker) (1997)
- Codice criminale (No Code of Conduct) (1998)
- I mercenari 4 - Expendables (Expend4bles), regia di Scott Waugh (2023)

### Produttore associato
- Cerca e distruggi (Search and Destroy) (1995)
- Armstrong (1998)

### Produttore esecutivo
- Uomini spietati (The Last Days of Frankie the Fly) (1996)
- American Perfekt (1997)
- Dog Watch, regia di John Langley (1997) Uscito in home video
- Santa Fe (1997)
- Radio Killer (Outside Ozona) (1998)
- Guinevere (1999)
- Sporco segreto (The Big Brass Ring) (1999)
- The Replicant (Replicant) (2001)
- Ticker - Esplosione finale (Ticker) (2001)
- L'ultimo treno (Edges of the Lord) (2001)
- Diario di un'ossessione intima (Diary of a Sex Addict) (2001) Uscito in home video
- The Order (The Order) (2001)
- Panic (2002)
- Hard Cash (2002)
- Undisputed (Undisputed) (2002)
- Tutto quello che voglio (Try Seventeen) (2002)
- Sotto massima copertura - Den of Lions (Den of Lions) (2003)
- Hell - Esplode la furia (In Hell) (2003)
- Il vendicatore (Out for a Kill) (2003) Uscito in home video
- Blind Horizon - Attacco al potere (Blind Horizon) (2003)
- Skeleton Man (2004) Film TV
- Shadow of Fear (2004)
- Control (Control) (2004)
- Shark Invasion (Raging Sharks) (2005) Uscito in home video
- Submerged - Allarme negli abissi (Submerged), regia di Anthony Hickox (2005) Uscito in home video
- Today You Die (Today You Die) (2005) Uscito in home video
- The Mechanik (2005)
- The Cutter - Il trafficante di diamanti (The Cutter) (2005)
- Solo due ore (16 Blocks) (2006)
- End Game (End Game) (2006)
- Undisputed II: Last Man Standing (2006)
- Mercenary for Justice (Mercenary for Justice) (2006) Uscito in home video
- Journey to the End of the Night (2006)
- Relative Strangers - Aiuto! sono arrivati i miei (Relative Strangers) (2006)
- Black Dahlia (The Black Dahlia) (2006) (film)|
- The Contract (The Contract) (2006)
- Zombies - La vendetta degli innocenti (Wicked Little Things) (2006)
- Home of the Brave - Eroi senza gloria (Home of the Brave) (2006)
- Alla scoperta di Charlie (King of California) (2007)
- Gryphon (2007) Film TV
- 88 minuti (88 Minutes) (2007)
- Until Death (Until Death) (2007)
- Bobby Z - Il signore della droga (The Death and Life of Bobby Z) (2007)
- When Nietzsche Wept (2007)
- Showdown at Area 51 (2007)
- Blonde Ambition (2007)
- 3 donne al verde (Mad Money) (2008)
- John Rambo (Rambo) (2008)
- Hero Wanted (Hero Wanted) (2008)
- War, Inc. (War, Inc.) (2008)
- Homeland Security (My Mom's New Boyfriend) (2008)
- Sfida senza regole (Righteous Kill) (2008)
- Shark in Venice (2008)
- The Prince & Me 3: A Royal Honeymoon (2008) Uscito in home video
- It's Alive (It's Alive) (2008)
- The Code (Thick as Thieves) (2009)
- Brooklyn's Finest (Brooklyn's Finest) (2009)
- Direct Contact (2009)
- Incinta... o quasi (Labor Pains) (2009)
- Streets of Blood (2009) Uscito in home video
- Command Performance (2009)
- Lies and Illusions - Intrighi e bugie (Lies & Illusions) (2009)
- Solitary Man (Solitary Man) (2009)
- Il cattivo tenente - Ultima chiamata New Orleans (The Bad Lieutenant: Port of Call - New Orleans) (2009)
- Fratelli in erba (Leaves of Grass) (2009)
- Fake Identity (2009)
- Un principe tutto mio 4 (The Prince & Me: The Elephant Adventure) (2010) Uscito in home video
- I mercenari - The Expendables (The Expendables) (2010)
- Cool Dog (2010) Uscito in home video
- Trust (2010)
- Professione assassino (The Mechanic) (2011)
- The Son of No One (The Son of No One) (2011)
- Drive Angry (Drive Angry) (2011)
- Elephant White (2011)
- Trespass (Trespass) (2011)
- The Paperboy (The Paperboy) (2012)
- I mercenari 2 (The Expendables 2) (2012)
- The Iceman (2012)
- Quello che so sull'amore (Playing for Keeps) (2012)
- Incroci pericolosi (Straight A's), regia di James Cox (2013)
- Lovelace, regia di Robert Epstein e Jeffrey Friedman (2013)
- Spiders 3D (Spiders) (2013)
- Attacco al potere - Olympus Has Fallen (Olympus Has Fallen) (2013)
- As I Lay Dying (As I Lay Dying) (2013)
- Killing Season (2013)
- Homefront (Homefront) (2013)
- I mercenari 3 (The Expendables 3) (2014)
- Before I Go to Sleep (2014)
- Attacco al potere 2 (London Has Fallen), regia di Babak Najafi (2016)
- Mechanic: Resurrection, regia di Dennis Gansel (2016)
- Attacco al potere 3 - Angel Has Fallen (Angel Has Fallen), regia di Ric Roman Waugh  (2019)
- Rambo: Last Blood, regia di Adrian Grunberg (2019)
- The Outpost, regia di Rod Lurie (2020)

#### Co-produttore esecutivo
- October 22 (1998)